# بروس أتكينسون
بروس أتكينسون (بالإنجليزية: Bruce Atkinson)‏ هو شخصية أعمال وصحفي وسياسي أسترالي، ولد في 15 مايو 1953 في ملبورن في أستراليا. حزبياً، نشط في حزب أستراليا الليبرالي (الفرع الفيكتوري) ‏. وقد انتخب عضو المجلس التشريعي الفيكتوري عن دائرة Koonung Province ‏ (3 أكتوبر 1992 – 25 نوفمبر 2006) وانتخب President of the Victorian Legislative Council ‏ (21 ديسمبر 2010 – 19 ديسمبر 2018) وانتخب عضو المجلس التشريعي الفيكتوري عن دائرة North-Eastern Metropolitan Region ‏ (25 نوفمبر 2006 – ).

## وصلات خارجية
- الموقع الرسمي